# Samuel B. H. Vance
Samuel Vance (Pennsylvania, 1814 – Douglaston, 10 agosto 1890) è stato un politico statunitense, 80° sindaco di New York.

## Biografia
Nato in una famiglia illustre della Pennsylvania, prestò servizio come capitano dei volontari nella guerra messico-statunitense (1846-1848). Nel 1854 Vance iniziò a partecipare a una serie di aziende che producevano apparecchi di illuminazione a gas ed elettrici a New York, succedendo due volte a presidenti di aziende che erano morti.